# Agathelpis adunca
Agathelpis adunca là một loài thực vật có hoa trong họ Huyền sâm. Loài này được E.Mey. mô tả khoa học đầu tiên năm 1838.